# 镇羌堡 (陕西省)
镇羌堡是明长城榆林镇东路下辖的一个堡寨，位于今陕西省榆林市府谷县新民镇以西约2.5公里的新城川村。据清道光二十一年刻李熙龄《榆林府志》载：此堡于“明初置，在东村，成化二年（1466）尚书王复奏，从东村堡移出高汉岭。城在山原，周二里零，系极冲中地，楼铺十座。万历三十五年（1607）砌以砖，边垣长四十五里、墩台二十九座。”镇羌堡军事地位较为重要，明朝时用于防止蒙古骑兵南下，据《全边略记》：“自正统初，北人入套，镇羌为最冲。寇东西突犯，恒取道于此”。
城堡呈长方形，东西约470米，南北约500米。城墙为夯筑，外砌砖石，东、西、北墙较完整，残高6米，基宽5米，顶宽3米。四面各辟一门，南、北门有瓮城，东、北二门已毁，南门砖券拱门洞保存尚好，城南墙外侧基下开有一保存完好的砖券小门洞，宽1米、高1.6米，进券门有石阶可登墙入城。从城内采集到了宋代的青釉、白釉瓷片。据史载，北宋即有镇羌城，明成化二年（1466）因其地筑镇羌堡。现今城包砖及条石基已被拆光。府谷至神木的公路横穿城堡而过，修此路时将城东墙南部、南墙西部大量破坏。除此之外，其他部位夯土城墙基本尚存。
镇羌堡内原有观音寺、城隍庙、大佛殿、文帝阁、三教殿、火神庙、马工庙、伊佛寺、孤魂庙、五道庙、文庙等建筑，城外原有大关帝庙、小关帝庙、娘娘庙、玉皇大帝庙、魁星楼、祖师庙、老龙庙、睡佛殿、山神庙、财神庙等，均于文化大革命时期被毁坏。城中心还有钟鼓楼，现被村民建为三官庙。观音寺已于2006年重新维修。
现新民镇和新民村的名称均来自这座城堡，因为“新民堡”的旧称即镇羌堡，是中华人民共和国成立后，出于维护民族团结的考虑，在全国范围内将“镇羌”统一更改的结果。
2014年，镇羌堡城址被列为第五批陕西省文物保护单位。